# Antoine Bauderon de Sénecé
Pour les articles homonymes, voir Bauderon.
Antoine Bauderon de Sénecé ou Séneçay, né le 13 octobre 1643 à Mâcon où il est mort le 1er janvier 1737, est un poète, prosateur et archéologue français.

## Biographie
Fils de Brice Bauderon et de Françoise Grillet, Sénecé épousa Henriette Burnot de Bleuzy (?-1685), fille de l'intendant de la duchesse d'Angoulême, une des premières familles du pays. Son père magistrat à Mâcon le destinait à l'étude des lois ; mais le jeune poète n'avait aucun goût pour la jurisprudence et menait la vie la plus dissipée. À la suite d'un duel, il fut forcé de sortir de France et de se réfugier en Savoie ; un autre duel le fit passer en Espagne où il demeura jusqu'en 1669. Rentré en France après que sa première équipée eut été oubliée, il acheta, en 1673, la charge de premier valet de chambre de Marie Thérèse d'Autriche, femme de Louis XIV, et, en 1683, à la mort de cette dernière, il retourna à Mâcon et entra en la même qualité au service de la duchesse d'Angoulême.
Ayant acquis le château de Condemines à Charnay-lès-Mâcon en 1688, son fils se brisa la jambe en posant la première pierre du nouveau château, en 1741, et mourut des suites de cet accident. En 1763, le domaine fut acheté par Jacques Ratton, issu d'une famille dauphinoise ayant fait fortune au Portugal.
Homme d'esprit et homme du monde, Sénecé n'avait cessé de cultiver les lettres, mais il ne commença à publier ses œuvres que dans la seconde moitié de sa vie. Il écrivit alors de nombreux poèmes en participant à la vie culturelle. Ses Nouvelles en vers, contes versifiés avec esprit, parmi lesquels on remarque les Travaux d'Apollon et la Confiance perdue ou le Serpent mangeur de kaïmack et le Turc son pourvoyeur, sont un de ses meilleurs titres littéraires, avec des Épigrammes ; celles-ci cependant sont d'ordinaire trop longues et se changent en un récit languissant ; ce défaut est sensible surtout dans celles qui sont imitées de Martial ; Sénecé a souvent délayé en douze ou quinze vers un simple distique du poète latin. Son mérite de conteur a été reconnu et vanté par de bons appréciateurs. Palissot le place au-dessus de Benserade, de Segrais, de Pavillon, qui tous trois sont cependant plus connus. La Harpe ne lui ménage pas non plus ses éloges. Il le félicite surtout d’avoir choisi un genre nouveau et d’y avoir su plaire sans blesser en rien les bonnes mœurs, pour regretter qu’on ait fait de Vergier le successeur de La Fontaine, quand il était seul digne de ce rang. Voltaire en parle en ces termes : « C’était un poète d’une imagination très singulière. Son conte du Kaimak, à quelques endroits près, est un ouvrage distingué. C’est un exemple qui apprend qu’on peut très bien conter d’une autre manière que La Fontaine ». Auger a publié ses Œuvres complètes ; on a aussi publié ses Œuvres choisies dans la Collection des petits classiques français.
Très endetté, Sénecé est mort quasi-ruiné à 93 ans.

## Œuvres
- Publications dans le Mercure ;
- Comte Guidubaldo Bonarelli della Rovere, 1563-1608, traduction ;
- La Philis de Scire, pastorale du comte Bonnarelli, [traduite en vers libres], Paris, chez Jean Ribou, 1667.
- Lettre de Clément Marot à M. de *** touchant ce qui s'est passé à l'arrivée de J.-B. Lulli aux Champs-Élysées [les Enfers], Paris, 1688, in-12 ; Cologne, Marteau, 1688.
- Nouvelles en vers, Paris, Pierre Aubouyn 1695, in-12 ;
- Satires nouvelles, 1705, in-12 ;
- Épigrammes et autres pièces de M. de Sénecé premier valet de chambre de la feue reine, 1717.
- Épigrammes et poésies mêlées, Paris, Pierre-François Giffart, 1717, in-12, puis 1762.
- Paraphrase des Psaumes de David, Mâcon, Desaint, 1722, in-4°.
- Œuvres posthumes de Sénecé, Paris, P. Jannet, 1855.

## Citations
Menacé d’un écrit fatal à son empire

L’amour a depuis dix ans le cœur affligé :

Elle paraît enfin, cette froide satire ;

Amours, consolez-vous, le beau sexe est vengé.
— Épigrammes, Satire contre les femmes de Boileau
De son insigne habileté

Je ne puis que je ne me loue

Pendant qu’il rase d’un côté,

La barbe croît sur l’autre joue.
— Épigrammes, Le garçon barbier
Ni Luxembourg, ni quai des Augustins,

Ni du Palais la mugissante salle,

En célébrant leurs conciles mutins,

N'eurent jamais, pour régler leurs destins,

Un nouvelliste, Octave, qui t'égale.

## Sources, bibliographie
- Christine Ferlampin-Acher, « Rémanences et oublis Le Conte de la Rose, Perceforest, Bandello, Senecé, Musset et Gaston Paris », Encyclopédique Moyen Âge. Mélanges en l’honneur de Denis Hüe, dir. Ch. Ferlampin et F. Pomel, Paris, Classiques Garnier, 2021, 526 p., p. 423-436.
- Sébastien Douchet, « Les beaux rebuts d’Antoine Bauderon de Sénecé. Présence du Moyen Âge chez un lettré entre deux siècles (1683-1729) », Encyclopédique Moyen Âge. Mélanges en l’honneur de Denis Hüe, dir. Ch. Ferlampin et F. Pomel, Paris, Classiques Garnier, 2021, 526 p., p. 437-452.

- Sébastien Douchet,  « Dernier parlement d'amour : Pierre Gallaup et Antoine Bauderon de Senecé », dans  Une réception du Moyen Âge au XVIIe siècle. Lectures et usages des textes médiévaux par les Gallaup de Chasteuil (1575-1719), Paris, Honoré Champion, coll. « Mémoire du Moyen Âge » n°4, 762 p. + 8 planches hors texte, 2022, p. 377-381 et passim.